# Giovanni Domenico Tiepolo
Giovanni Domenico Tiepolo, más néven Giandomenico Tiepolo (Velence, 1727. augusztus 30. – Velence, 1804. március 3.) velencei barokk festő, Giovanni Battista Tiepolo festő fia.

## Életpályája
Az egyik legelőkelőbb velencei családból származott, amely két dózsét is adott a városállamnak (Jacopo Tiepolo és Lorenzo Tiepolo). Apja, Giovanni Battista Tiepolo (Giambattista Tiepolo) szintén neves festő volt. Öccse, Lorenzo Baldissera Tiepolo szintén festőként sokat segített neki későbbi munkáiban.
Tanulmányait apja irányításával folytatta, és már 13 évesen a vezető segédjévé lépett elő. Öccsével együtt ők fejezték be apja „olajvázlatait”. 20 éves korára már önállóan készített képeket megrendelésre.
1751–53 között Würzburgban dolgozott apja mellett az érseki palota híres lépcsőházi freskóján, majd Vicenzában a Villa Valmaranán 1757-ben, és Madridban III. Károly spanyol király palotáján 1762–70 között.
1770-ben, apja halála után visszatért Velencébe és az életéből hátralévő három évtizedben szülővárosában, illetve Genovában és Padovában tevékenykedett.

## Művei
Önálló munkássága során is megőrizte az apjától kapott művészi indíttatást, főleg a dekoratív hatásokat, azonban festészetének tárgya fokozatosan realista irányban módosult. Velencei életképei színes, mozgalmas, szabad kompozíciók.
104 vázlatot alkotott Pulcinelláról, a commedia dell’arte állandó figurájáról, amely velencei családi villájának freskóin is szerepel. Számos tintarajzot is készített.

## Galéria

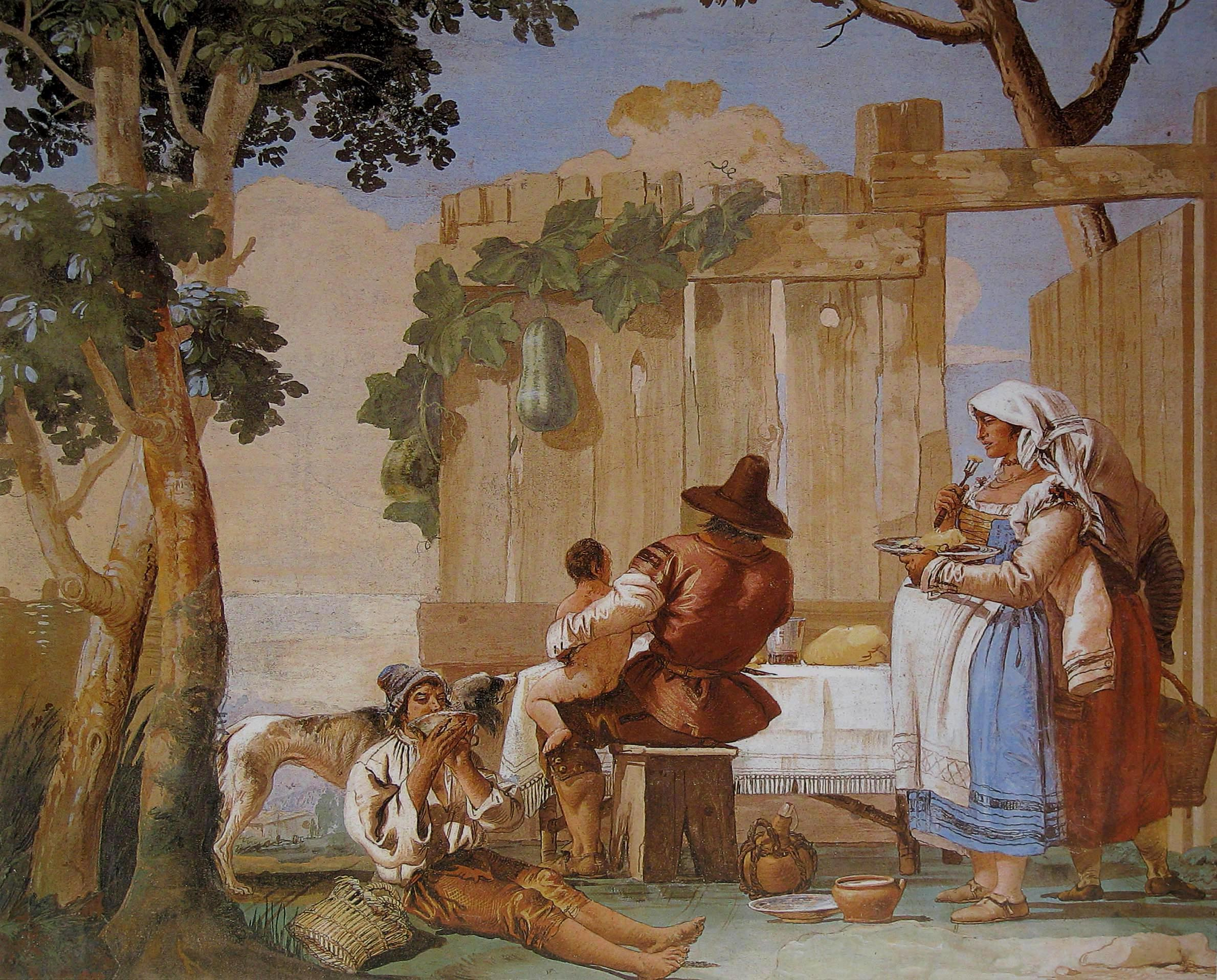
Parasztok ebédje, freskó a Villa Valmaranában, 1757
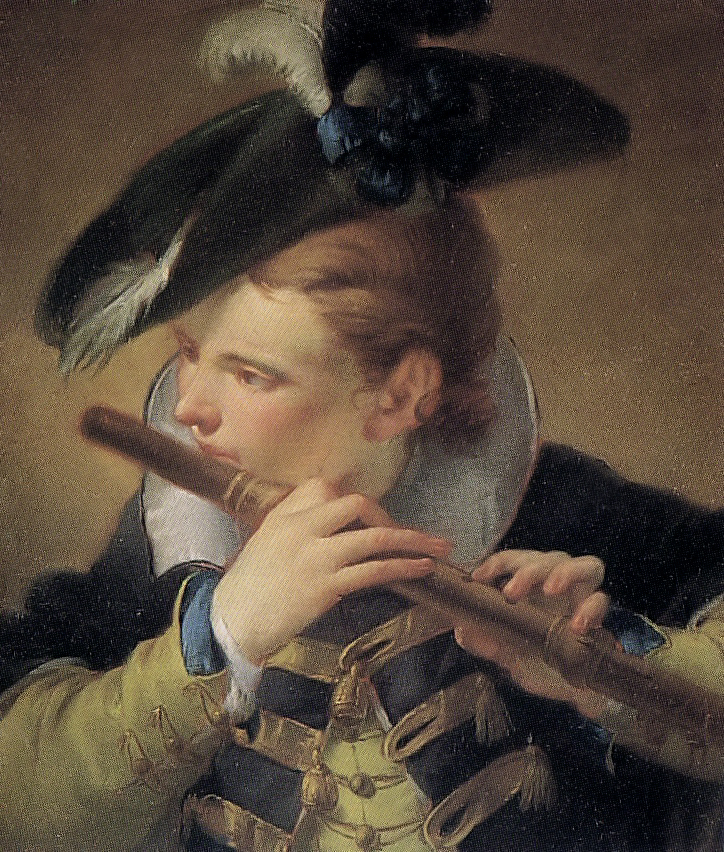
A fuvolás (Il pifferaio), 1770
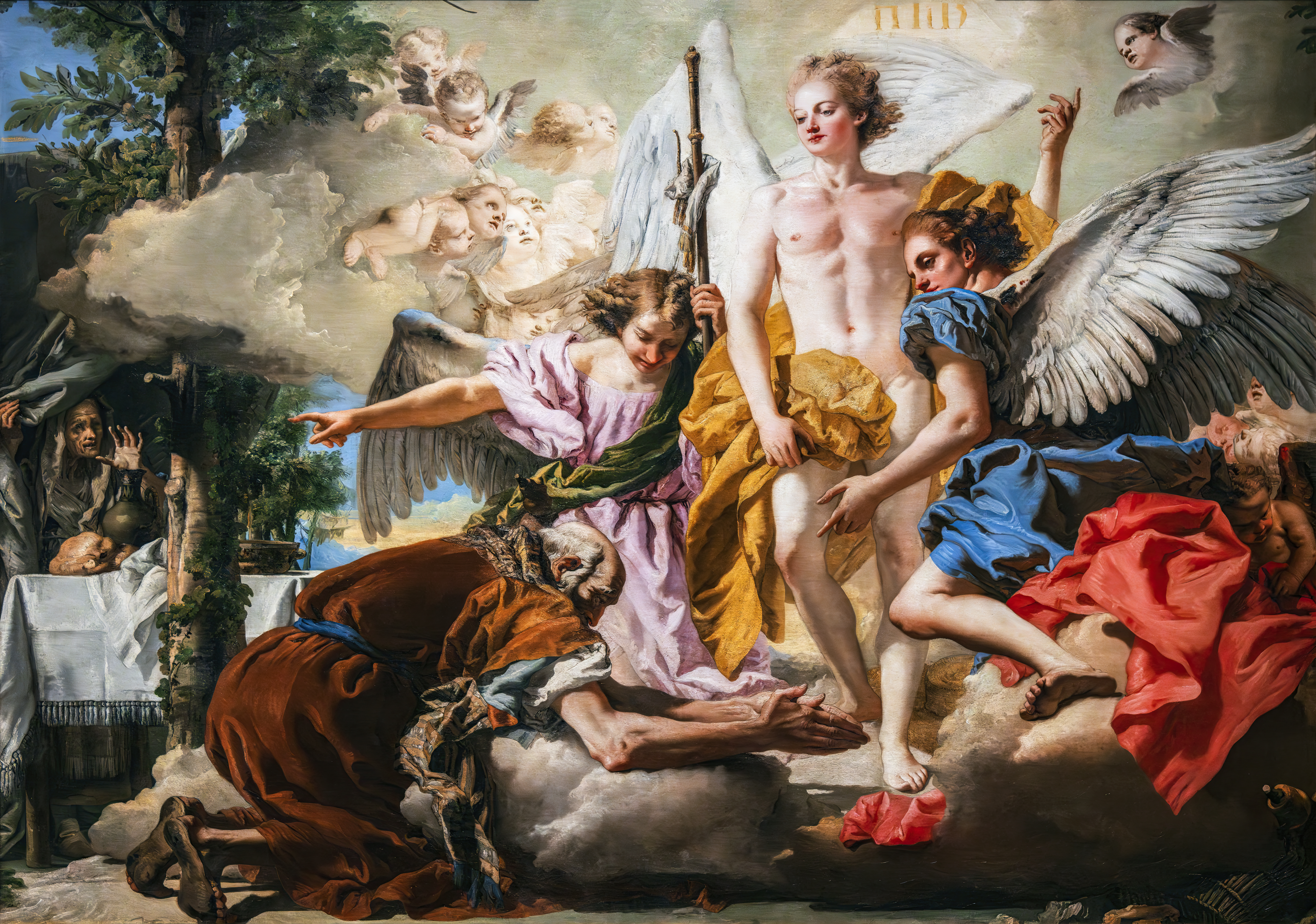
Ábrahám és a három angyal, 1773/74
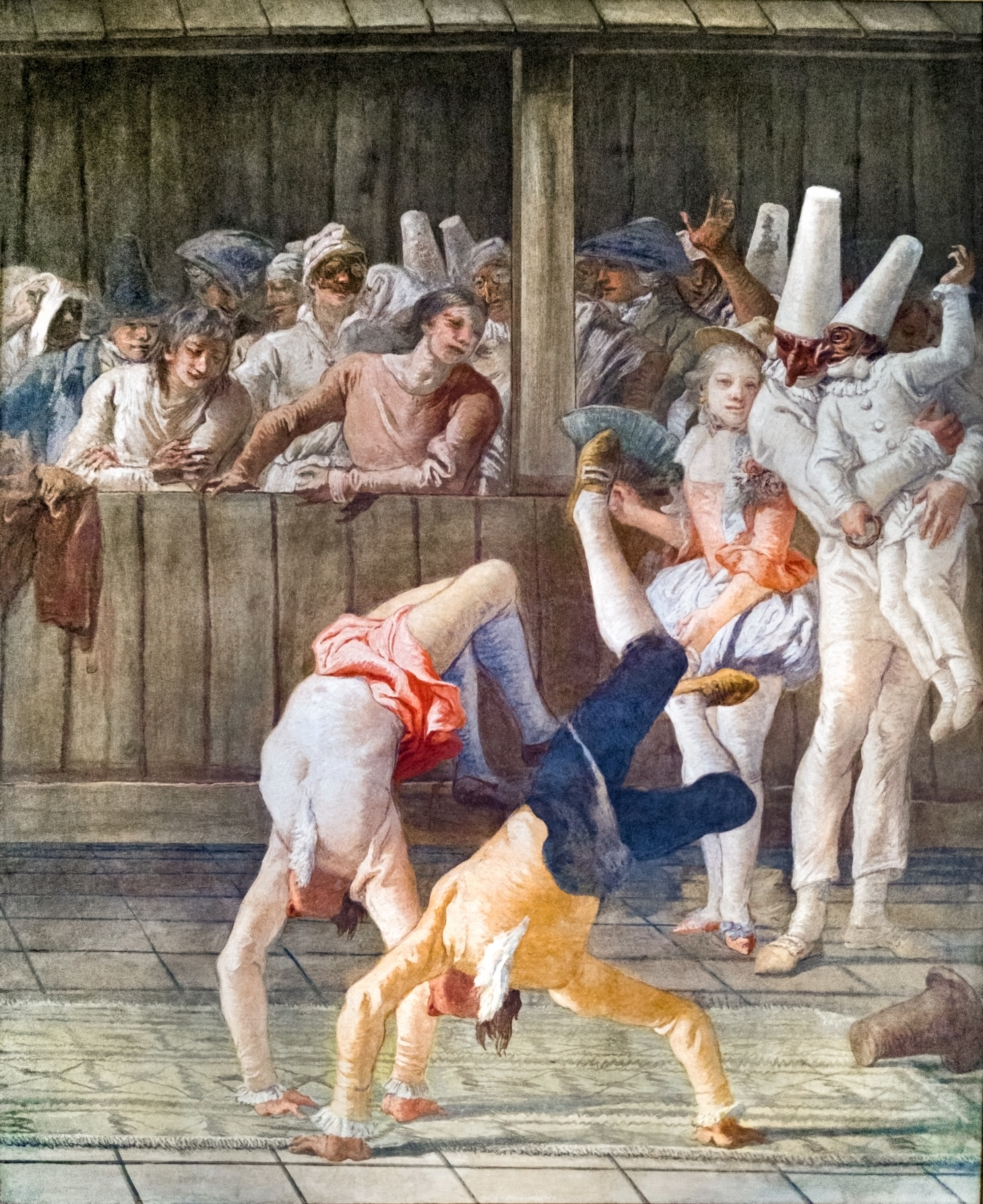
Pulcinella és Saltimbanchi, 1790
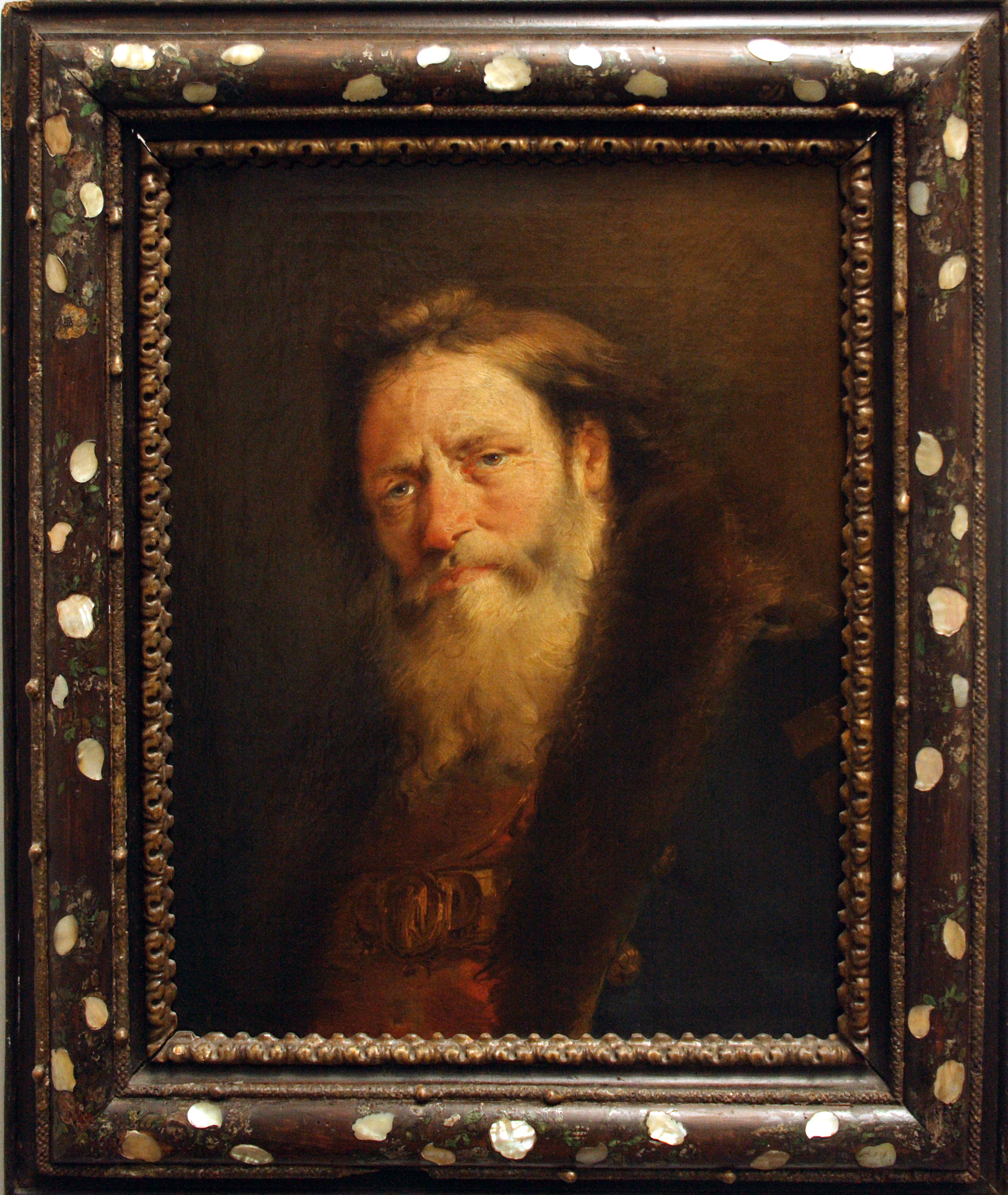
Öregember portréja

### Magyarul
- Zakariás Sándor: Művészettörténelmi tanulmányok. 1.; „Szent-Erzsébet”-Ny., Kassa, 1908
- Ember Ildikó: Tiepolo; Corvina, Bp., 1972 (A művészet kiskönyvtára)
- Wellner István: Tiepolo, Canaletto, Guardi; Képzőművészeti Alap, Bp., 1978 (Az én múzeumom)